# Zofipole (Petite-Pologne)
Pour les articles homonymes, voir Zofipole.
Zofipole est une localité polonaise de la gmina d'Igołomia-Wawrzeńczyce, située dans le powiat de Cracovie en voïvodie de Petite-Pologne.